# Vasili Agapkin

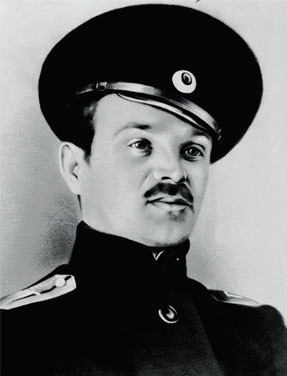
Vasili Agapkin

Vasili Ivanovitsj Agapkin (Russisch: Василий Иванович Агапкин) (Michajlovskoje, Oblast Rjazan, 3 februari 1884 – Moskou, 29 oktober 1964) was een Russisch componist, dirigent en trompettist.

## Levensloop
Agapkin verloor zijn vader en moeder op jonge leeftijd. Samen met zijn zusjes en broers was hij gedwongen te bedelen. Op 10-jarige leeftijd werd hij leerling van het harmonieorkest van het 308e Tsaristische Reservebataljon van het Astrachanse Regiment. In het loop van vijf jaren ontwikkelde hij zich tot een van de beste trompettisten in het regiment. In december 1909 vertrok hij naar Tambov. In januari 1910 werd hij lid van de Militaire kapel van het 7e cavalerie-regiment in Tambov. Vanaf de herfst van 1911 studeerde hij aan de muziekacademie te Tambov, onder andere bij Fjodor Kaditsjev. Bij hem studeerde hij muziektheorie en dirigeren.
In 1912 schreef hij zijn bekendste mars Afscheid der slavin. In deze tijd vond de Eerste Balkanoorlog plaats. Na de Oktoberrevolutie wisselde Agapkin in het Rode Leger. Eerst was hij functionaris bij de NKVD in verschillende Wit-Russische steden. Vanaf 1920 kwam hij terug naar Tambov en werd dirigent van een militair orkest van de GPOe alsook directeur van een omroepstudio. In 1922 vertrok Agapkin naar Moskou en werd dirigent de Militaire kapel van de motoriseerde schuttersdivisie "Feliks Dzerzjinski" in Moskou en hij werd als Militair-intendant van de 1e rang onderscheiden. Op 5 augustus 1922 had hij met zijn orkest groot succes bij een benefietconcert in Moskou. In januari 1924 speelde zijn orkest onder zijn leiding bij de uitvaart van Vladimir Iljitsj Oeljanov, beter bekend als Lenin.
In 1928 richtte hij in Tambov het harmonieorkest van dakloze kinderen op en vele van deze leden hebben zich later professioneel met muziek beziggehouden. Op 7 november 1941 leidde hij de samengevoegde orkesten van het garnizoen van Moskou tijdens de parades op het Rode Plein, die voor hem en het orkest een overweldigend succes waren. Zijn bekendste mars Afscheid der Slavin kon hij hierbij echter niet laten uitvoeren, omdat die toen verboden was. Na de parade werd hij met de orkesten voor korte tijd naar Novosibirsk verplaatst, maar in 1943 kwamen zij weer terug.
Bij de overwinningsparade voor de Tweede Wereldoorlog op 24 juni 1945 trad wederom het door Agapkin samengevoegde militaire orkest van het garnizoen Moskou op. Na de oorlog verzorgde dit orkest regelmatig concerten in Moskou.
Agapkin werd na zijn dood begraven op de bekende begraafplaats Vagankovski in Moskou.

## Composities

### Werken voor harmonieorkest
- 1912 Прощание славянки - Proschaniye Slaviansky (Afscheid der slavin)[1][2][3]
- Волшебный сон (De betoverende droom), wals
- Любовь музыканта (De liefde van de muzikant), wals
- Голубая ночь (Blauwe nacht), wals

### Filmmuziek
- 1957 Летят журавли - De vluchten van de kranen
- 1971 Белорусском вокзале - Het Wit-Russische Station
- 1979 Великой Отечественной - Groot Vaderland

## Publicaties
- V.A. Torchinov, A.M. Leontjuk: Вокруг Сталина (Om Stalin herom). Историко-биографический справочник. Санкт-Петербург, 2000

## Media
1. ↑  Versie van de mars Afscheid der slavin met koorzang
2. ↑  instrumentale versie van de mars Afscheid der slavin
3. ↑  Afscheid der slavin door de "Nanyang Technological University Symphonic Band" o.l.v. Luk Hoi Yui als inspeelwerk tijdens het WMC 2001 Kerkrade

- Gemeinsame Normdatei: 1132086175
- International Standard Name Identifier: 0000 0000 3514 7185
- Library of Congress Control Number: n95005187
- Nationale Bibliotheek van Letland: 000171841
- MusicBrainz: b8a7eaae-04d6-4eb1-9632-585b02ae4c81
- Bibliotheek van het Japanse parlement: 031673382
- Nationale Bibliotheek van Israël: 987009912164405171
- Réseau des bibliothèques de Suisse occidentale: 02-A026793950
- Virtual International Authority File: 21380886
- WorldCat: E39PBJtmpK98rRQJhBmbd3Mtrq